# The Jackpot
The Jackpot (bra: Radiomania) é um filme estadunidense de 1950, do gênero comédia, dirigido por Walter Lang, e estrelado por James Stewart e Barbara Hale. O roteiro de Henry e Phoebe Ephron foi baseado em um artigo homônimo de 1949, publicado na revista The New Yorker, sobre as experiências reais de James P. Caffrey, de Rhode Island, que ganhou um prêmio acumulado de US$ 24.000 em 28 de agosto de 1948, no programa de rádio de perguntas e respostas "Sing It Again", da CBS.
A trama retrata a história de um homem que ganha uma série de prêmios de um programa de rádio, mas acaba tendo que vendê-los todos para pagar os impostos que ele acumulou.

## Sinopse
O homem de família aflito, William J. "Bill" Lawrence (James Stewart), fica emocionado ao ganhar um prêmio acumulado de US$ 24.000 em um programa de rádio, mas os prêmios se revelam mais um fardo do que uma bênção quando ele precisa vender o que ganhou para conseguir pagar os impostos acumulados. Além disso, Amy Lawrence (Barbara Hale), sua esposa, está começando a se ressentir por ele estar tão próximo de Hildegarde Jonet (Patricia Medina), uma atraente pintora.

## Elenco
- James Stewart como William J. "Bill" Lawrence
- Barbara Hale como Amy Lawrence
- James Gleason como Harry Summers
- Fred Clark como Sr. Andrew J. Woodruff
- Alan Mowbray como Leslie
- Patricia Medina como Hildegarde Jonet
- Natalie Wood como Phyllis Lawrence
- Tommy Rettig como Tommy Lawrence
- Robert Gist como Pete Spooner
- Lyle Talbot como Fred Burns

## Produção
A 20th Century Fox comprou todos os direitos de exibição do artigo homônimo de John McNulty, que apareceu na revista The New Yorker em 19 de fevereiro de 1949, por US$ 12.500.

## Recepção
O filme, quase esquecido hoje, foi um veículo de sucesso para James Stewart na época de seu lançamento.

## Prêmios e indicações
| Ano  | Cerimônia                       | Categoria              | Indicado                     | Resultado | Ref.   |
| ---- | ------------------------------- | ---------------------- | ---------------------------- | --------- | ------ |
| 1951 | Writers Guild of America Awards | Melhor comédia escrita | Henry Ephron & Phoebe Ephron | Indicado  | [ 12 ] |

## Adaptação para a rádio
Em 26 de abril de 1951, o filme foi apresentado em uma transmissão de uma hora do Screen Directors Playhouse, da NBC. James Stewart reprisou seu papel, com Margaret Truman coestrelando. A adaptação recebeu muita cobertura da imprensa porque Truman fez sua estreia como atriz de rádio por uma taxa de US$ 2.500. Ela recebeu críticas mistas, mas observou que Harry Truman, seu pai, "gostou" do resultado.

## Mídia doméstica
Em 6 de dezembro de 2012, a 20th Century Fox Cinema Archives filme lançou o filme em DVD via fabricação sob demanda.